# Blog 27
Blog27 es un grupo polaco de Hip-Hop/Rock compuesto por Tola Szlagowska, cuatro músicos y dos bailarinas.

## Historia
Blog27 debutó con Tola Szlagowska y Alicja Boratyn (Ala) que tenían 13 años en el verano del 2005. El nombre del grupo se debe a su gusto por visitar blogs y al día en que ellas nacieron (27 de noviembre de 1992).
En 2005 su primer sencillo Uh La la La se convirtió en un Hit. Esta canción, originariamente es de Alexia. Su segundo sencillo fue Hey Boy (Get Your Ass Up) que tuvo mucho éxito y fue nombrado una de las mejores canciones en Estados Unidos.[cita requerida] Después sacaron su primer álbum, llamado <LOL>. Este vendió más de 100.000 copias. El tercero que sacaron fue Wid Out Ya que en poco tiempo estuvo en el número 1 de las listas.
En el 2005 el grupo alemán Tokio Hotel las acogió en su Schrei Tour como teloneras. Tras esto sus sencillos llegaron al número uno en Alemania, Austria y Suiza, lo que les llevó a la fama. Su triunfo se expandió a Italia, Francia e incluso Japón.
El 18 de octubre de 2006, Alicja Boratyn dejó el grupo.

## Discografía
| Año  | Disco           | Venta    | Discográfica  | Certificación          | Reedición | Posición | Posición | Posición | Posición |
| Año  | Disco           | Venta    | Discográfica  | Certificación          | Reedición | Polonia  | Hungría  | Alemania | Austria  |
| ---- | --------------- | -------- | ------------- | ---------------------- | --------- | -------- | -------- | -------- | -------- |
| 2005 | <LOL>           | +250.000 | Megic Records | Doble Disco de platino | 2006      | 2        | 12       | 27       | 47       |
| 2008 | Before I'll die | +15.000  | Megic Records | Disco de oro           | No        | 3        | -        | -        | -        |

### Lista de canciones
| <LOL>          | <LOL>                             | <LOL>    |
| Número         | Nombre                            | Duración |
| -------------- | --------------------------------- | -------- |
| 1              | Hey Boy (Get Your Ass Up)         | 3:23     |
| 2              | Uh La La La                       | 3:13     |
| 3              | I Want What I Want                | 3:04     |
| 4              | Wid Out Ya                        | 3:04     |
| 5              | I Still Don't Know Ya             | 3:46     |
| 6              | Destiny                           | 2:59     |
| 7              | Turn You On To Music              | 2:46     |
| 8              | Stay Outta My Way                 | 3:21     |
| 9              | Life Like This                    | 2:46     |
| 10             | I'm Calling' U                    | 3:00     |
| 11             | Generation (B27)                  | 3:17     |
| 12             | Who I Am?                         | 3:08     |
| Edición Deluxe |                                   |          |
| 13             | Who I Am? (Tola's Version)        | 3:08     |
| 14             | Who I Am? (Tola's Guitar Version) | 3:11     |

| Before I'll Die | Before I'll Die           | Before I'll Die |
| Número          | Nombre                    | Duración        |
| --------------- | ------------------------- | --------------- |
| 1               | Cute (I'm Not Cute)       | 3:08            |
| 2               | That Lady                 | 2:34            |
| 3               | Cry and Die!              | 3:49            |
| 4               | Finally (Outta' Ma life!) | 3:21            |
| 5               | Fuck U!                   | 3:19            |
| 6               | 2 Do U Care?!             | 3:16            |
| 7               | 2 Fast 2 Live             | 2:59            |
| 8               | Nathing's Gonna Change... | 4:25            |
| 9               | Whoever Whatever          | 3:18            |
| 10              | Feel It, Shout It!        | 3:30            |
| 11              | Tell Me Y                 | 3:08            |
| 12              | Where's Ma Place?         | 3:30            |